# السفينة العائمة المستقلة لإطلاق المركبات الفضائية
إنّ السفينة العائمة المستقلة لإطلاق المركبات الفضائية (إيه سي دي إس) هي سفينة مأخوذة عن قارب مسطح يسير في المحيط، مجهزة بمحركات للحفاظ على موقعها وبمنصة هبوط كبيرة يتحكم فيها روبوت مستقل. كُلِّفت شركة سبيس إكس للفضاء الجوي ببناء مثل هذه السفن من أجل التمكن من استعادة صواريخ المراحل الأولى من البحر بالنسبة للمهمات التي لا يمكنها حمل كمية كافية من الوقود للعودة إلى موقع الإطلاق بعد دفع المركبة الفضائية إلى المسار المداري أو المسار بين كوكبي.
تمتلك سبيس إكس سفينتين عائمتين قيد التشغيل، بالإضافة إلى سفينة ثالثة في طور البناء منذ بداية عام 2018. السفينة العائمة الأولى هي «اقرأ الإرشادات فقط،» وهي تعمل في المحيط الهادئ من أجل عمليات الإطلاق من فاندنبرغ، أمّا الثانية فهي «بالطبع ما زلت أحبك،» وهي تعمل في المحيط الأطلسي من أجل عمليات الإطلاق من كيب كانافيرال. أما المركبة في طور البناء فهي «نقصٌ في الوقار (الثقل)». حتى 17 فبراير 2020، حاولت 38 رحلة لفالكون 9 الهبوط على السفينة العائمة، ونجح 30 رحلة منها (81%).
إنّ سُفن إيه سي دي إس هي مكون رئيسي تشغيلي مُبكِّر يصب في خدمة هدف سبيس إكس في تخفيض سعر خدمات الإطلاق الفضائي بشكل كبير عن طريق «عملية إعادة استخدام كاملة وسريعة»، وطُورت بمثابة جزء من برنامج سبيس إكس لتطوير الصواريخ القابلة لإعادة الاستعمال عدة سنوات، والذي تولته من أجل أن تُطور التكنولوجيا. تتطلب أي رحلة لفالكون تنطلق في مدار جغرافي ثابت أو تتجاوز سرعة الإفلات الهبوط في البحر، وهذا الوصف يشمل نحو نصف مهام سبيس إكس.

## نبذة تاريخية
في عام 2009، عبّر إيلون مسك الرئيس التنفيذي لشركة سبيس إكس عن طموحاتٍ «لخلق نقلة نوعية في النهج التقليدي فيما يخص إعادة استخدام الجزء الصلب من الصاروخ». في أكتوبر عام 2014، أعلنت سبيس إكس بشكل علني عن تعاقدها مع حوض بناء السفن في لويزيانا لبناء منصة هبوط عائمة من أجل مركبات الإطلاق المدارية القابلة لإعادة الاستخدام. أشارت المعلومات الأولى إلى أنّ المنصة ستنقل وسادة هبوط يبلغ بعديها بشكل تقريبي 90X50 متر (300x160 قدم)، وستكون قادرة على أن تتموضع بشكل دقيق بحيث تستطيع المنصة الحفاظ على موقعها من أجل هبوط مركبة الإطلاق. نشر مسك في 22 نوفمبر عام 2014 صورة «للسفينة العائمة المستقلة الخاصة بإطلاق المركبات الفضائية» إلى جانب تفاصيل إضافية عن بنائها وحجمها.
استُخدمت أول سفينة عائمة في ديسمبر عام 2014، وهي السفينة الخاصة بشركة مكدونو مارين سيرفيس «مارماك300،» والتي رُكِّزت في جاكسونفيل في فلوريدا، في الطرف الشمالي من المحطة السياحية جاكسبورت حيث بنت سبيس إكس حاملًا لتأمين مرحلة فالكون أثناء عمليات ما بعد الهبوط. يتألف الحامل من أربعة قواعد وزن كل منها 15000 رطل (6800 كيلوغرام)، وطولها 107 إنش (270 سنتيمتر)، وعرضها 96.25 إنش (244.5 سنتيمتر)، وهي مثبتة إلى قاعدة خرسانية. رَفَعَ ونش متحرك المرحلة عن السفينة ووضعها على الحامل. وجرت بعض المهمات على السفينة أيضًا، مثل إزالة أو طي أرجل الهبوط قبل وضع المرحلة في وضع أفقي من أجل أن تُشحن.  كان المحيط الأطلسي هو موقع هبوط إيه إس دي إس في اختبار الهبوط الأول، وهو يبعد تقريبًا 200 ميل (320 كيلومتر) شمال شرق موقع الإطلاق في كيب كانافيرال، و165 ميل (266 كيلومتر) جنوب شرق تشارلستون في كارولاينا الجنوبية.
في 23 يناير عام 2015، وخلال الإصلاحات في السفينة بعد الاختبار الأول غير الناجح، أعلن مسك أن اسم السفينة سيكون «اقرأ الإرشادات فقط»، بينما سيكون اسم السفينة الشقيقة المُخطط أن تكون مخصصة لعمليات إطلاق الساحل الغربي «بالطبع ما زلت أحبك». في 29 يناير، أصدرت سبيس إكس صورة مُعالجة للسفينة بشكل يوضح كيف سيبدو الاسم مكتوبًا عليها. سُمّيت كلا السفينتين على اسم وحدتي اتصال عامتين خاصتين بسفن فضائية يقودها ذكاء اصطناعي مستقل، والتي ظهرت في رواية إيان بانكس الثقافية "لاعب الألعاب."
عُزلت السفينة الأولى «اقرأ الإرشادات فقط» في مايو عام 2015، بعد خدمة ستة أشهر تقريبًا في المحيط الأطلسي، وتكفلت بواجباتها سفينة «بالطبع ما زلت أحبك». عُدلت إيه سي دي إس السابقة بإزالة امتدادات الأجنحة التي مددت سطح السفينة، بالإضافة لإزالة المعدات (محركات الدفع، وآلات التصوير، ومعدات الاتصال) التي أُضيفت إليها من أجل تجديدها لتصبح إيه سي دي إس. حُفظت هذه العناصر من أجل إعادة استخدامها في المستقبل.  في عام 2018، أعلنت سبيس إكس عن خططها من أجل سفينة رابعة، وهي «نقصٌ في الوقار».

### أسطول إيه سي دي إس العامل
في بداية عام 2015، استأجرت سبيس إكس قاربين مسطحين إضافيين، وهما «مارماك303» و«مارماك 304»، وبدأ الترميم لبناء سفينتين إيه سي دي إس إضافيتين قادرتين على العمل بشكل مستقل، وهي مبينة على هياكل قوارب المارماك هذه.

#### «بالطبع ما زلت أحبك»
كانت سفينة إيه سي دي إس الثانية «بالطبع ما زلت أحبك (أو سي آي إس إل واي)» في طور البناء في حوض بناء السفن في لويزيانا منذ أوائل عام 2015 باستخدام هيكل مختلف –«مارماك 304»- من أجل أن تخدم عمليات الإطلاق في الساحل الشرقي. بُنيت بمثابة بديل للسفينة الأولى «اقرأ الإرشادات فقط»، ودخلت في الخدمة التشغيلية في الرحلة 19 لفالكون 9 في نهاية يونيو عام 2015. وبدءً من يونيو 2015، كان ميناؤها الرئيسي هو جاكسونفيل في فلوريدا، لكنه نُقل 160 ميل (260 كيلومتر) إلى الجنوب، إلى ميناء كانافيرال، وذلك بعد شهر ديسمبر في عام 2015.
إنّ أبعاد السفينة متطابقة تقريبًا مع أبعاد السفينة الأولى، إلّا أنه أُجريت تحسينات عدة، تضمنت الجدار الواقي الفولاذي الموضوع بين الحاويات الخلفية وسطح الهبوط. كانت السفينة في مكانها من أجل اختبار هبوط المرحلة الأولى الخاصة بمهمة سي أر إس-7، والتي فشل إطلاقها في 28 يونيو عام 2015.
في 8 أبريل عام 2016، نجحت المرحلة الأولى التي أطلقت المركبة الفضائية دراغون ضمن المهمة سي أر إس-8، في الهبوط للمرة الأولى على سفينة «أو سي آي إس إل واي»، وهي أيضًا عملية الهبوط الأول على الإطلاق على سفينة عائمة.
في فبراير عام 2018، انفجرت النواة المركزية لرحلة اختبار فالكون هيفي بالقرب من سفينة «أو سي آي إس إل واي»، ما أدى إلى تضرر اثنين من أصل أربعة من محركات دفع السفينة العائمة. أُزيل محركي دفع من قارب «مارماك 303» من أجل إصلاح "أو سي آي إس إل واي."

#### «اقرأ الإرشادات فقط»
استخدمت سفينة إيه سي دي إس الأولى والثالثة (باستخدام أجزاء من هيكل سفينة مارماك 300 الأصلية، وذلك تحت نفس اللقب «اقرأ الإرشادات فقط (جاي أر تي إل)،» إذ جرى التخلص من السفينة الأصلية بعد فشل هبوط المهمة سي أر سي-6) هيكل «مارماك 303» الذي بني في حوض بناء السفن في لويزيانا خلال عام 2015، وعبرت قناة بنما في يونيو 2015 حاملةً امتدادات الأجنحة الخاصة بها بمثابة حمولة على سطح السفينة، وذلك بسبب عرض السفينة الكبير عندما تكتمل، وهذا ما كان سيجعلها غير قادرة على المرور من القناة.

## انظُر أيضاً
- سبِيس إكس.